# Campeonato Goiano de Futebol de 1947 (Campeonato Estadual)
O Campeonato Goiano de 1947 (chamado também de Campeonato Estadual de Goiás) foi a primeira edição do Campeonato Goiano de Futebol (excluindo os citadinos), torneio organizado pela Federação Goiana de Futebol (FGF) que reúne, em um jogo único, os campeões do Campeonato Goianiense de Futebol e do Campeonato Goiano do Interior de Futebol da temporada. Essa edição contou com o Atlético Goianiense, de Goiânia, campeão do Campeonato Goianiense de 1947, e a União Operária, de Anápolis, campeã do Campeonato Goiano do Interior de 1947. A partida foi apitada por dois árbitros, Parateca e Abílio Lopes, do quadro da Federação Goiana de Futebol (FGF).
A União Operária sagrou-se campeã ao derrotar o Atlético Goianiense por 3–2. Os campineiros abriram o placar com Cid no primeiro tempo, mas os anapolinos empataram o jogo com gol de Chupeta antes do intervalo. Na segunda etapa, Laudo Puglisi fez o gol de desempate e o terceiro da partida. O Atlético Goianiense descontou com Ari, resultado que se manteve até o final da partida. Foi o primeiro título do Campeonato Goiano do tricolor.

## Regulamento
O certame foi disputado em uma única partida, no dia 18 de abril de 1948, no estádio Olímpico Pedro Ludovico Teixeira, em Goiânia, entre Atlético Goianiense, campeão do torneio da capital, e União Operária, campeã do Campeonato do Interior.

## Participantes
| Equipe              | Cidade   | Classificação               | Participação | Títulos        |
| ------------------- | -------- | --------------------------- | ------------ | -------------- |
| Atlético Goianiense | Goiânia  | Campeão Goianiense de 1947  | 1ª           | 0 (não possui) |
| União Operária      | Anápolis | Campeão Interiorano de 1947 | 1ª           | 0 (não possui) |

## Estádios
O Campeonato Goiano de 1947 foi disputado em apenas um estádio, o Pedro Ludovico, atualmente conhecido como Olímpico.
- Estádio Olímpico Pedro Ludovico após a reforma.
(Goiânia)

## Partida

### Detalhes
| 18 de abril de 1948 | Atlético Goianiense | 2 – 3  | União Operária            | Estádio Olímpico               |
|                     | Cid · Ari           | Súmula | Chupeta · , Laudo Puglisi | Árbitro: Parateca Abílio Lopes |

|  | Atlético Goianiense |  | União Operária |  |

| G              | - | Vicente   |  |  |
| LD             | - | Chancão   |  |  |
| Z              | - | Ditinho   |  |  |
| Z              | - | Waldemar  |  |  |
| LE             | - | Tocafundo |  |  |
| V              | - | Roberto   |  |  |
| V              | - | Pequetito |  |  |
| M              | - | Cid       |  |  |
| M              | - | Ari       |  |  |
| A              | - | Epitácio  |  |  |
| A              | - | Tarzan    |  |  |
| Substituições: |   |           |  |  |
| Treinador:     |   |           |  |  |
| Brasil         |   |           |  |  |

| G              | - | Geraldo Siqueira |  |  |
| LD             | - | Agenor           |  |  |
| Z              | - | Pedruca          |  |  |
| Z              | - | Idelcy           |  |  |
| LE             | - | Geraldo Bacalhau |  |  |
| V              | - | Álvaro           |  |  |
| V              | - | Bananeiro        |  |  |
| M              | - | Cunhado          |  |  |
| M              | - | Chupeta          |  |  |
| A              | - | Laudo Puglisi    |  |  |
| A              | - | João             |  |  |
| Substituições: |   |                  |  |  |
| Treinador:     |   |                  |  |  |
| Brasil         |   |                  |  |  |

### Estatísticas
| Primeiro tempo | Atlético Goianiense | União Operária |
| -------------- | ------------------- | -------------- |
| Gols marcados  | 1                   | 1              |

| Segundo tempo | Atlético Goianiense | União Operária |
| ------------- | ------------------- | -------------- |
| Gols marcados | 1                   | 2              |

| Total         | Atlético Goianiense | União Operária |
| ------------- | ------------------- | -------------- |
| Gols marcados | 2                   | 3              |

## Premiação
| Campeonato Goiano 1947            |
| --------------------------------- |
| União Operária Campeã (1º título) |

## Artilharia
Atualizado até 11 de setembro de 2021
| Pos. | Jogador       | Equipe              | Gols |
| ---- | ------------- | ------------------- | ---- |
| 1    | Laudo Puglisi | União Operária      | 2    |
| 2    | Chupeta       | União Operária      | 1    |
| 2    | Ari           | Atlético Goianiense | 1    |
| 2    | Cid           | Atlético Goianiense | 1    |